# Tchatkalophantes karatau
Tchatkalophantes karatau is een spinnensoort uit de familie hangmatspinnen (Linyphiidae). De soort komt voor in Kazachstan.